# Goran Karačić
Goran Karačić (* 18. August 1996 in Mostar) ist ein bosnisch-herzegowinischer Fußballtorhüter, der auch die kroatische Staatsangehörigkeit besitzt.

## Verein
Karačić begann seine Profifußballkarriere im Februar 2014 bei HŠK Zrinjski Mostar, dem Verein der kroatischen Minderheit seiner bosnisch-herzegowinischen Heimatstadt Mostar. Nachdem er sich bis zum nächsten Sommer ohne Einsatz als Ersatzkeeper im Kader befand, eroberte er sich mit der Saison 2015/16 die Position des Stammtorhüters und beendete mit seinem Verein bereits in seiner ersten Saison die Liga als nationaler Meister. Zur Saison 2016/17 wurde er vom türkischen Erstliga-Aufsteiger Adanaspor verpflichtet. Nachdem beim deutschen Zweitligisten SV Sandhausen nach dem Abgang von Marco Knaller kurzfristig eine Position freigeworden war, wechselte Karačić im Sommer 2017 auf Leihbasis für eine Spielzeit in die Kurpfalz. Nach seiner Rückkehr spielte er noch bis zum Sommer 2022 weiter für Adanaspor, ehe er sich dem Lokalrivalen Adana Demirspor anschloss. Hier absolvierte er lediglich ein Spiel in der Süper Lig und wechselte im Januar 2024 zurück zu seinem Heimatverein HŠK Zrinjski Mostar.

## Nationalmannschaft
Von 2012 bis 2017 absolvierte Karačić insgesamt 25 Partien für diverse bosnisch-herzegowinische Jugendauswahlen. Am 29. Mai 2016 stand er außerdem im Kader der A-Nationalmannschaft im Testspiel gegen Spanien, kam jedoch bei der 1:3-Niederlage im schweizerischen St. Gallen nicht zum Einsatz.

## Erfolge
- Bosnisch-herzegowinischer Meister: 2016